# Discovery (album Electric Light Orchestra)
Discovery – album zespołu Electric Light Orchestra, wydany w czerwcu 1979 roku. Utwory „Shine a Little Love”, „Confusion”, „The Diary of Horace Wimp”, „Last Train to London” i „Don't Bring Me Down” znalazły się na singlach. Cztery z tych singli znalazły się w pierwszej dziesiątce na listach przebojów w Wielkiej Brytanii. Przy jego nagrywaniu nie uczestniczyli wiolonczeliści – Hugh McDowell i Melwyn Gale oraz skrzypek Mik Kaminski, choć brali udział w trasie koncertowej promującej album i innych występach ELO w 1979 roku. Pomimo ich braku, na płycie znajdują się partie smyczkowe.

## Spis utworów
| 1. | „Shine a Little Love”      | 4:43  |
|    |                            |       |
| 2. | „Confusion”                | 3:42  |
|    |                            |       |
| 3. | „Need Her Love”            | 5:11  |
|    |                            |       |
| 4. | „The Diary of Horace Wimp” | 4:17  |
|    |                            |       |
| 5. | „Last Train to London”     | 4:32  |
|    |                            |       |
| 6. | „Midnight Blue”            | 4:19  |
|    |                            |       |
| 7. | „On the Run”               | 3:55  |
|    |                            |       |
| 8. | „Wishing”                  | 4:13  |
|    |                            |       |
| 9. | „Don't Bring Me Down”      | 4:02  |
|    |                            |       |
|    |                            | 38:54 |
|    |                            |       |
Autorem wszystkich piosenek jest Jeff Lynne.

## Twórcy
- Jeff Lynne – śpiew, gitara, fortepian i syntezator
- Bev Bevan – perkusja
- Richard Tandy – fortepian, syntezator, fortepian elektryczny, klawinet
- Kelly Groucutt – gitara basowa, śpiew